# Speed Racer in My Most Dangerous Adventures
Speed Racer in My Most Dangerous Adventures är ett racingspel utvecklat av Radical Entertainment, och utgivet 1994 av Accolade till SNES.

## Musik
Spelet innebar Marc Barils debut som spelmusikkompositör. Spelet är en blandning av racingspel och plattformsspel.

## Handling
Speed ger sig av i sin Mach 5-bil, för att resa runt i världen och vinna varje grand prix-lopp. Skurkar från serien finns dock där för att kidnappa Speeds flickvän, Trixie, och han måste stoppa dem.

### Fotnoter
1. 1 2 3 4 5  Speed Racer in My Most Dangerous Adventures Arkiverad 30 april 2009 hämtat från the Wayback Machine. på Gamefaqs
2. ↑  kompositörsinformation på SNES Music
3. 1 2  Speed Racer in My Most Dangerous Adventures på Mobygames